# Hans-Ulrich Holtherm

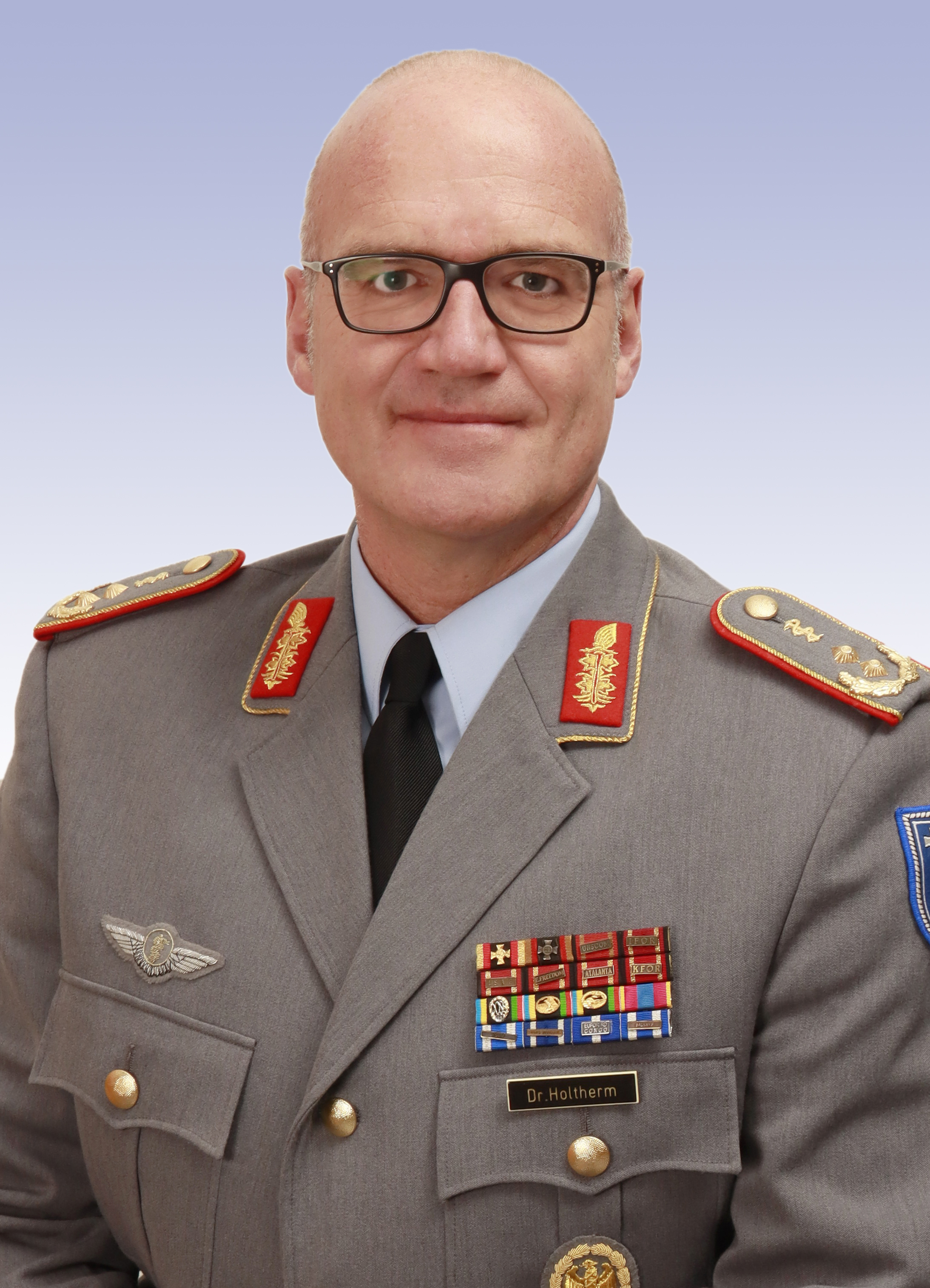
Generalstabsarzt Dr. Holtherm als Kommandeur der Sanitätsakademie der Bundeswehr

Hans-Ulrich Holtherm (* 6. Juni 1964 in Rheine) ist ein deutscher Arzt, Generalstabsarzt des Zentralen Sanitätsdienstes der Bundeswehr und seit dem 15. Dezember 2021 Kommandeur der Sanitätsakademie der Bundeswehr in München.

## Militärische Laufbahn
Beförderungen
- 1993 Stabsarzt
- 1995 Oberstabsarzt
- 2001 Oberfeldarzt
- 2009 Oberstarzt
- 2018 Generalarzt
- 2020 Generalstabsarzt

Nach Ablegen des Abiturs am Gymnasium Dionysianum in Rheine, trat Holtherm im Jahr 1983 als Reserveoffizieranwärter in die Bundeswehr ein. Er absolvierte bis 1985 die Ausbildung zum Offizier der Nachschubtruppe beim Transportbataillon 170 in Rheine. Es folgte im selben Jahr der Wechsel in die Laufbahn der Sanitätsoffizieranwärter und der Beginn des Studiums der Humanmedizin an der Westfälischen Wilhelms-Universität in Münster. Dieses schloss er im Jahr 1991 ab und wurde dann von 1991 bis 1994 als Arzt im Praktikum und später als Weiterbildungsassistent in den Abteilungen Innere Medizin, Dermatologie und Chirurgie am Bundeswehrkrankenhaus Hamburg eingesetzt. 1992 promovierte er hierbei zum Dr. med. Es folgte 1994 bis 1997 eine Verwendung als Truppenarzt und Fliegerarzt im Heeresfliegerregiment 6 in Itzehoe. In den Jahren 1997 bis 1998 absolvierte Holtherm einen Ausbildungsabschnitt Tropenmedizin am Bernhard-Nocht-Institut für Tropenmedizin in Hamburg, sowie von 1998 bis 1999 weitere Ausbildungsabschnitte in Anästhesie, Mikrobiologie und Pädiatrie am Bundeswehrkrankenhaus Hamburg, sowie am Altonaer Kinderkrankenhaus. Es folgte von 1999 bis 2000 eine einjährige tropenmedizinische Weiterbildung im westafrikanischen Senegal. Von 2000 bis 2001 absolvierte Holtherm ein Postgraduiertenstudium in London, welches er als Master of Science in Public Health for Developing Countries abschloss. Von 2001 bis 2008 folgte eine Verwendung als Dezernatsleiter Tropenmedizin / Medical Intelligence im Sanitätsamt der Bundeswehr in Bonn bzw. München. Von 2008 bis 2010 war Holtherm Dezernatsleiter Präventivmedizin im Sanitätskommando I in Kiel. Es folgte von 2010 bis 2012 eine multinationale Verwendung als Branch Chief NATO Deployment Health Surveillance Capability Branch (DHSC) in München, als Außenstelle des Budapester NATO Center of Excellence for Military Medicine (MilMedCOE) der NATO. Von 2012 bis 2014 war Holtherm Unterabteilungsleiter VI Präventivmedizin / Public Health im Kommando Sanitätsdienst der Bundeswehr mit Dienstort München. Es folgte 2014 bis 2016 eine ministerielle Verwendung als Referatsleiter FüSK II 7 (später FüSK III 6) Vorbeugender Gesundheitsschutz; Öffentlich-rechtliche Aufgaben im Geschäftsbereich BMVg im Bundesministerium der Verteidigung in Berlin. Von 2016 bis 2017 war Holtherm Direktor Lehre und Ausbildung Gesundheitsversorgung an der Sanitätsakademie der Bundeswehr in München.

### Dienst als General
Von 1. November 2017 bis 15. Januar 2020 war Holtherm, als Nachfolger von Generalarzt Norbert Weller, Direktor Wehrmedizinische Wissenschaft und Fähigkeitsentwicklung Sanitätsdienst und  stellvertretender Kommandeur der Sanitätsakademie der Bundeswehr in München. Auf diesem Dienstposten erhielt er auch die Beförderung zum Generalarzt.  Diesen Dienstposten übergab Holtherm im Januar 2020 an Generalarzt Bernd Mattiesen, um am 15. Januar 2020 Generalarzt Ralf Hoffmann als Kommandeur und Ärztlicher Direktor des Bundeswehrkrankenhauses Ulm abzulösen. Zum 1. März 2020 wurde er dann aber zum Leiter der neuen Abteilung 6 Gesundheitsschutz, Gesundheitssicherheit, Nachhaltigkeit im Bundesministerium für Gesundheit (BMG) berufen. Hier wurde er am 28. Mai 2020 auch zum Generalstabsarzt befördert. Während seiner Verwendung im BMG übernahm Holtherm auch die Aufgabe als Leiter des „Krisenstabes CORONA-Pandemie“ des Gesundheitsministeriums und leitete gemeinsam mit dem Abteilungsleiter Öffentliche Sicherheit (ÖS) des Bundesministeriums des Inneren (BMI), den ressortübergreifenden „Gemeinsamen Krisenstab BMI-BMG COVID 19“ auf ministerieller Abteilungsleiterebene. Gegenüber der Europäischen Union (EU) war er in dieser Zeit als Chief Medical Officer (CMO) der Bundesrepublik Deutschland benannt.
Am 15. Dezember 2021 wurde Holtherm das Kommando über die Sanitätsakademie der Bundeswehr übertragen, die zuvor von Gesine Krüger geführt wurde. Im Februar 2024 wurde Holtherm als ständiger Gast in den Expertenrat „Gesundheit und Resilienz“ im Bundeskanzleramt berufen.

### Auslandseinsätze
- 1996 UNSCOM, Irak
- 1996 IFOR, Kroatien
- 2002 ISAF, Afghanistan / Usbekistan
- 2004 ISAF, Afghanistan / Usbekistan
- 2005 ACEH, Humanitäre Hilfe nach Tsunami auf Sumatra, Indonesien
- 2006 EUFOR RD CONGO Demokratische Republik Kongo / Gabun[9]
- 2006 ISAF, Afghanistan / Usbekistan
- 2009 OPERATION ENDURING FREEDOM, Dschibuti
- 2010 OPERATION ENDURING FREEDOM, Dschibuti
- 2011 EUNAVFOR ATALANTA, Dschibuti
- 2012 EUNAVFOR ATALANTA, Dschibuti
- 2013 KFOR, Kosovo

### Auszeichnungen
- 1996 Ehrenkreuz der Bundeswehr in Silber
- 1996 UN-Medaille UNSCOM
- 1996 NATO-Medaille IFOR
- 2006 EU-Medaille EUFOR RD CONGO
- 2006 NATO-Medaille ISAF
- 2010 Einsatzmedaille der Bundeswehr ENDURING FREEDOM
- 2012 EU-Medaille ATALANTA
- 2013 NATO-Medaille KFOR
- 2015 Medaille de la Defense National – Classe „Or“ (FRA)
- 2019 Ehrenkreuz der Bundeswehr in Gold

### Fachqualifikationen
Holtherm verfügt über folgende Facharzt- und Zusatzbezeichnungen: Facharzt für Allgemeinmedizin, Master of Science „Public Health for Developing Countries“, Facharzt für Öffentliches Gesundheitswesen, Zusatzbezeichnungen: Tropenmedizin, Infektiologie, Flugmedizin, Betriebsmedizin; Fachkunden: Rettungsdienst, Notfallröntgen.

## Privates
Holtherm ist verheiratet und hat zwei Kinder.